# ДВС (Амстердам)
Амстердамський футбольний клуб «Доор Вілскрахт Стерк» (нід. Amsterdamsche Football Club Door Wilskracht Sterk) — нідерландський футбольний клуб з Амстердама, заснований у 1907 році. Виступає у Верде Классе. Домашні матчі приймає на стадіоні «Спірінггорн».

## Історія
Заснований у 1907 році як «Фортуна». У 1909 році перейменований на «Доор Вілскрахт Стерк».

## Досягнення
- Ередивізі
  - Чемпіон: 1963–64.